# Yang Ying
Yang Ying (chinês: 乔云萍: Xuzhou, 13 de julho de 1977) é uma ex-mesa-tenista e comentarista chinesa.

## Carreira
Yang Ying representou seu país nos Jogos Olímpicos de 2000, na qual conquistou a medalha de prata em duplas.